# Hans Rudolf Herren
Hans Rudolf Herren, né le 30 novembre 1947 à Mühleberg, est un entomologiste suisse, expert en agriculture et en développement. 
En tant que pionnier dans la lutte biologique, il a combattu avec succès dans les années 1980 les cochenilles qui menaçaient un aliment de base de première importance en Afrique, le manioc. Ce qui a pu contribuer de manière décisive à éviter une famine.
Herren a ainsi été le premier Suisse à recevoir le prix mondial de l'alimentation en 1995 et le Right Livelihood Award en 2013. Cette dernière distinction a été conjointement attribuée à Biovision - Fondation pour le développement écologique, qu'il a créée en 1998.

## Biographie
Après des études en agronomie et un doctorat en lutte biologique à l'École polytechnique fédérale de Zurich, Hans Rudolf Herren a travaillé en post-doc dans la lutte biologique contre les insectes à l'Université de Californie à Berkeley. En 1979, il entame une collaboration à l'Institut international d'agriculture tropicale (IITA) à Ibadan, au Nigeria.
À cette époque, une cochenille (Phenacoccus manihoti) introduite accidentellement depuis l’Amérique du Sud menace les cultures de manioc. Ce tubercule, également d'origine sud-américaine, est un aliment de base important en Afrique, principalement cultivé par des petits paysans. Il fournit à 200 millions de personnes plus de 50 % de leur énergie nutritionnelle.
Au lieu d'utiliser contre les cochenilles des pesticides en grande partie inefficaces et nuisibles pour l'environnement, Herren a mis en œuvre le plus grand programme de lutte biologique réalisé à ce jour. Grâce à des guêpes parasites, identifiés au Paraguay en 1984 comme un ennemi naturel de cette cochenille, le ravageur a pu être contrôlé. En 1993, un équilibre naturel entre les deux espèces avait fait descendre les populations de cochenilles à des niveaux inoffensifs dans 30 pays africains. Contrairement aux craintes, aucune grave crise alimentaire – qui aurait affecté jusqu’à 20 millions de personnes – ne s’est produite.
Après son activité à l'IITA, Herren a dirigé de 1994 à 2005 le Centre international de recherche sur les insectes (icipe) au Kenya. C’est là qu’il a développé des solutions biologiques pour d'autres problèmes de ravageurs, en particulier la technologie Push-Pull pour le maïs.
Depuis 2005, il est président et directeur général du Millennium Institute à Washington (États-Unis). Cette institution conseille des gouvernements de plus de quarante pays par une modélisation systémique des scénarios de développement durable. En outre, Herren a été co-auteur et co-président du Rapport du Conseil mondial de l'agriculture (EICSTAD).
Avec l'argent du Prix mondial de l'alimentation et d'autres distinctions, Hans Rudolf Herren a fondé en 1998 une organisation à but non lucratif, Biovision, qui encourage des méthodes agro-écologiques et une lutte biologique en Afrique. Grâce à des projets de terrain et d'information en Afrique de l'Est, ainsi que des activités mondiales de plaidoyer, Biovision joue un rôle pionnier pour la pensée et l'action écologique, au Nord comme au Sud.

### Autres affiliations
- Jusqu’en 2007 : président de l’International Association for the Plant Protection Sciences (IAPPS). Aujourd'hui président d'honneur.
- Jusqu’en 2010 : membre du Conseil scientifique du Groupe consultatif pour la recherche agricole internationale (CGIAR)[7].
- Jusqu’en 2011 : membre du Conseil scientifique de l’École polytechnique fédérale de Lausanne
- Associé Académie nationale des sciences[8]
- Associé The World Academy of Sciences
- Membre de l’Entomological Society of America
- Membre de l’African Association of Insect Scientists
- Membre de l’Organisation international de lutte biologique
- Membre de l'American Institute of Biological Science
- Membre de l’Association américaine pour l'avancement des sciences
- Membre du Nourishing the Planet Advisory Group, Worldwatch Institute[9].
- Membre de Club de Rome
- Membre fondateur de Regeneration International
- Membre fondateur du Tribunal Monsanto

## Positions
Sur la base de son expérience dans la lutte biologique contre les ravageurs, dans l'agriculture durable et le développement rural, Hans Herren est un défenseur de l'agroécologie et de l’agriculture biologique. Selon lui, les organismes génétiquement modifiés (OGM) n’apportent aucun avantage économique et social significatif pour les petits paysans démunis, ni aujourd’hui ni très probablement dans le futur ; en effet, en réduisant la diversité génétique des cultures, ils affaiblissent considérablement la résilience de l'agriculture. « Les OGM actuels ne produisent pas plus de nourriture. En fait, ils réduisent dans les premières années des coûts de production, avant que les insectes et les mauvaises herbes ne reviennent en force, comme on l’a vu avec les pesticides », estime Herren. Mieux vaut, par conséquent, travailler avec une approche agroécologique et holistique pour prévenir des invasions de ravageurs, ou lutter contre elles si nécessaire. On évite ainsi aux agriculteurs des contrats de licence coûteux avec les entreprises semencières, les obligeant à utiliser des herbicides spécifiques.
Herren préconise, comme le Rapport mondial sur l'agriculture EICSTAD, un changement de paradigme: le passage d'une agriculture industrielle, avec sa dépendance en énergies externes, vers une agriculture multifonctionnelle, qui favorise une approche systémique pour la production et la solution des problèmes. Pour la sécurité alimentaire actuelle et future, le rapport recommande dans cette optique une série de mesures du niveau local jusqu’au niveau global, tant dans la recherche que dans l’application.

## Distinctions
- 1991 : Sir and Lady Rank Preis für Ernährung[11]
- 1991 : médaille du mérite pour service exceptionnel à la protection des cultures au XIIe Congrès de l’International Plant Protection à Rio de Janeiro
- 1995 : prix mondial de l’alimentation[12]
- 1995 : Kilby International Awards[13]
- 2002 : prix de la fondation Dr J. E. Brandenberger
- 2003 : Tyler Prize for Environmental Achievement[14]
- 2004 : professeur honoraire, Hubei University, Wuhan, Chine
- 2004 : Doctorat honoraire, université Kenyatta, Nairobi, Kenya
- 2010 : One World Award[15]
- 2013 : Right Livelihood Award / Prix Nobel Alternatif[3]
- 2014 : Swiss Award 2013 (« Suisse de l’année »), catégorie Société[16]

## Publications
- So ernähren wir die Welt, Rüfer & Rub Verlag Zürich, 2016  (ISBN 978-3-906304-05-2)
- Avec C. Mbogo, The Role of DDT in Malaria Control, Environmental Health Perspectives, 2010